# Frans I van Saksen-Lauenburg
Frans I van Saksen-Lauenburg (1510 - Buxtehude, 19 maart 1581) was van 1543 tot 1571 en van 1573 tot aan zijn dood hertog van Saksen-Lauenburg. Hij behoorde tot het huis Ascaniërs.

## Levensloop
Frans was de enige zoon van hertog Magnus I van Saksen-Lauenburg en Catharina van Brunswijk-Wolfenbüttel, dochter van hertog Hendrik I van Brunswijk-Wolfenbüttel. In 1543 volgde hij zijn vader op als hertog van Saksen-Lauenburg.
Frans I stortte Saksen-Lauenburg diep in de schulden en om dit tegen te gaan, verpandde hij het grootste deel van zijn landerijen aan zijn schuldeisers. In 1550 wilde hij zijn invloed aanwenden om de kapittel van het naburige bisdom Ratzeburg zijn zevenjarige zoon Magnus tot bisschop te laten verkiezen. Dit werd echter door de kanunniken van de kapittel geweigerd.
Wegens hoge schulden plunderde Frans in 1552 de kathedraal van Ratzeburg, omdat goede relaties met het bisdom Ratzeburg niet langer nodig waren. In 1558 veroverde hij om dezelfde reden het birgittinessenklooster Marienwohlde nabij Mölln en liet hij het klooster plunderen en verwoesten. Ook dwong hij de vazalboeren van het klooster om loyaliteit aan hem te zweren en belastingen aan hem te betalen en begon hij de kloosterbossen te kappen en het hout ervan in het buitenland te verkopen. 
Nog steeds met hoge schulden besloot Frans in 1571 te abdiceren als hertog van Saksen-Lauenburg ten voordele van zijn zoon Magnus II, die beloofde om de verpandde landerijen terug te betalen met zijn fondsen die hij als commandant in het Zweedse leger verdiende, een functie die had verworven door zijn huwelijk met prinses Sophia van Zweden. Magnus betaalde echter de verpandingen niet terug en verpandde nog meer hertogelijke bezittingen. Dit veroorzaakte conflicten tussen Magnus II en zijn vader Frans I, zijn broers Frans II en Maurits en de Staten van Lauenburg. Deze escaleerden door het gewelddadige temperament van Magnus. 
In 1573 zette Frans zijn zoon Magnus af als hertog van Saksen-Lauenburg en besteeg hij opnieuw de troon, terwijl Magnus naar Zweden vluchtte. In 1574 huurde Magnus troepen in om Saksen-Lauenburg met geweld in te nemen. Frans' zoon Frans II, die ervaring had als commandant in het Keizerlijk leger, slaagde erin om samen met hertog Adolf van Sleeswijk-Holstein-Gottorp Magnus te verslaan. In ruil moest Frans in 1575 de meierij Steinhorst aan Adolf afstaan. In 1578 deed Magnus een nieuwe poging om Saksen-Lauenburg te veroveren, waarna Frans opnieuw de militaire hulp kreeg van zijn zoon Frans II. Als dank hiervoor stelde hij Frans II aan als mederegent van Saksen-Lauenburg.
Frans I stierf in 1581. Kort voor zijn dood besloot hij na consultaties met zijn zoon prins-aartsbisschop Hendrik van Bremen en keizer Rudolf II, maar zonder overleg met zijn zoons Magnus en Maurits, zijn zoon Frans II aan te stellen als enige erfopvolger in Saksen-Lauenburg. Hij deed dit omdat hij Frans II beschouwde als zijn bekwaamste zoon, maar Frans schond hiermee de regels van het eerstgeboorterecht. Dit verergerde de al moeilijke relaties met de Staten van het hertogdom, die de hertogelijke praktijken van groeiende schulden bestreden.

## Huwelijk en nakomelingen
Op 8 februari 1540 huwde Frans met Sibylle (1515-1592), dochter van hertog Hendrik IV van Saksen. Ze kregen tien kinderen:
- Albrecht (1542-1544)
- Dorothea (1543-1586), huwde met hertog Wolfgang van Brunswijk-Grubenhagen
- Magnus II (1543-1603), hertog van Saksen-Lauenburg
- Ursula (1545-1620), huwde in 1569 met hertog Hendrik van Brunswijk-Dannenberg
- Frans II (1547-1619), hertog van Saksen-Lauenburg
- Hendrik (1550-1585), prins-aartsbisschop van Bremen en prins-bisschop van Osnabrück en Paderborn
- Maurits (1551-1612), hertog van Saksen-Lauenburg
- Sidonia Catharina (1553-1594), huwde in 1567 met hertog Wenceslaus III Adam van Teschen en in 1586 met Emmerik III Forgach, oppergespan van het hertogdom Teschen
- Frederik (1554-1586), kanunnik in Keulen en Bremen